# Distrito de Ilm
El Distrito de Ilm (en alemán: Ilm-Kreis) es un Landkreis (distrito rural) en el estado federado de Turingia (Alemania), en las cercanías de la ciudad de Erfurt. La capital del distrito se halla en la ciudad de Arnstadt.

## Geografía
El distrito de Ilm se encuentra en la parte central del estado federado de Turingia. El territorio está rodeado solo por otros distritos dentro del mismo estado. Los territorios limítrofes por el norte son la ciudad independiente (kreisfreie Stadt) de Erfurt (distancia a la frontera: 16 km), por el noreste el Distrito de la Comarca de Weimar (distancia: 23 km), al este el Distrito de Saalfeld-Rudolstadt (distancia: 73 km), en la parte meridional el Distrito de Hildburghausen (distancia: 32 km) y la ciudad independiente de Suhl (distancia: 16 km), al sudoeste el Distrito de Schmalkalden-Meiningen (distancia: 8 km) y al oeste el Distrito de Gotha (distancia: 38 km).

## Composición del distrito
(Número de habitantes desde el 30 de junio de 2006)

### Ciudades
| 1. Arnstadt ² (25.674) 2. Gehren ¹ (3.574) 3. Großbreitenbach ¹ (2.843) 4. Ilmenau ³ (26.622) 5. Langewiesen (3.661) 6. Plaue ¹ (1.941) 7. Stadtilm (5.055) | 1. Ichtershausen (3.926) 2. Ilmtal [Sitz: Griesheim] (4.083) 3. Wachsenburggemeinde [Sitz: Holzhausen] (2.585) 4. Wipfratal [Sitz: Branchewinda] (2.969) 5. Wolfsberg [Sitz: Gräfinau-Angstedt] (3.268) |

### Agrupaciones administrativas
| 1. VG Geratal (5.412) 1. Angelroda (435) 2. Elgersburg (1.230) 3. Geraberg (2.553) 4. Martinroda (900) 5. Neusiß (253) 2. VG Großbreitenbach (5.482) 1. Altenfeld (1.093) 2. Böhlen (673) 3. Friedersdorf (229) 4. Gillersdorf (324) 5. Großbreitenbach, Ciudad (2.843) 6. Wildenspring (238) | 3. VG Langer Berg (7.114) 1. Gehren, Stadt* (3.574) 2. Herschdorf (992) 3. Möhrenbach (734) 4. Neustadt am Rennsteig (1.129) 5. Pennewitz (591) 4. VG Oberes Geratal (10.307) 1. Frankenhain (845) 2. Gehlberg (769) 3. Geschwenda (2.221) 4. Gossel (519) 5. Gräfenroda* (3.523) 6. Liebenstein (403) 7. Plaue, ciudad (1.941) | 5. VG Rennsteig (4.650) 1. Frauenwald (1.090) 2. Schmiedefeld am Rennsteig (335) 3. Bösleben-Wüllersleben (666) 4. Dornheim (573) 5. Elleben (969) 6. Elxleben (604) 7. Kirchheim (1.254) 8. Osthausen-Wülfershausen (545) 9. Rockhausen (270) 10. Witzleben (706) |

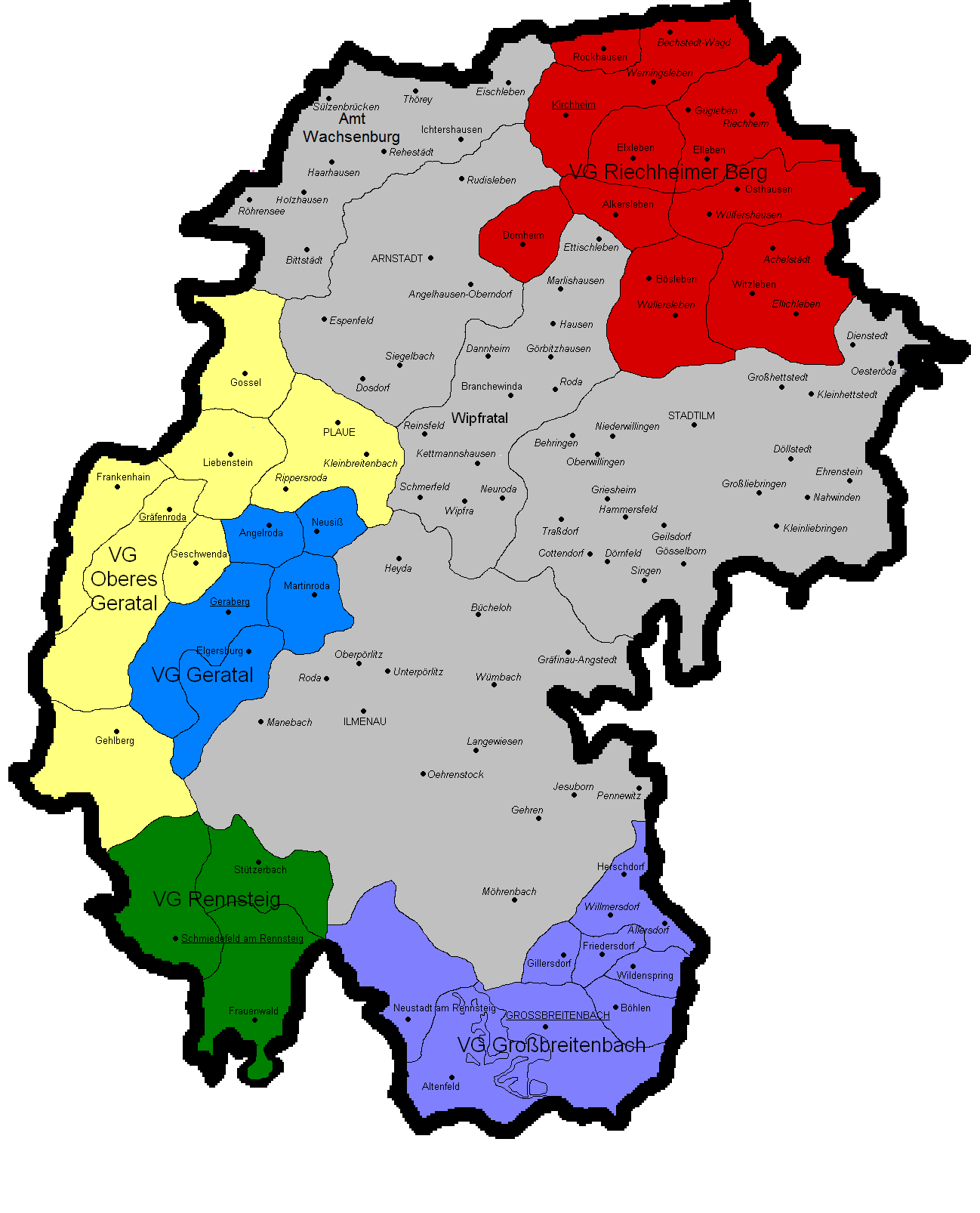
Municipios y agrupaciones municipales en Ilm.
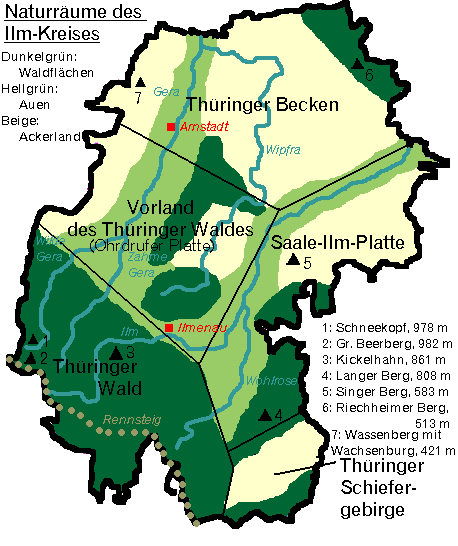
Lugares naturales en Ilm-Kreises